# Каниц, Фридрих фон
Фридрих Рудольф Людвиг фон Каниц (нем. Friedrich Rudolf Ludwig von Canitz; 27 ноября 1654, Берлин — 11 августа 1699, там же) — немецкий лирический поэт.
При великом курфюрсте Фридрихе Вильгельме занимал высшие государственные должности. Его стихотворения в своё время пользовались большим успехом. В энциклопедии Брокгауза и Ефрона его творчеству даётся следующая характеристика: «В противовес напыщенности второй силезийской школы Каниц писал правильным и изящным слогом, но его стихи — продукт рефлексии и лишены поэтического порыва и живой творческой фантазии; местами они нестерпимо длинны». В своих сатирах он подражал Никола Буало.